# Шанана Гушмау
Жузе Аликсандри „Кай Рала Шана́на“ Гушма́у (на португалски: José Alexandre „Kay Rala Xanana“ Gusmão) е източнотиморски политик от партията Национален конгрес за реконструкция на Тимор, който служи като първи президент на Източен Тимор от май 2002 г. до май 2007 г. След това става министър-председател на страната, заемайки длъжността от август 2007 г. до февруари 2015 г. От февруари 2015 г. служи като министър на планирането и стратегическото инвестиране.

## Биография
Роден е в град Манатуто (в колонията Португалски Тимор) на 20 юни 1946 година.
В средата на 1970-те години е сред активните дейци на Революционния фронт за независим Източен Тимор и по време на индонезийската окупация прекарва дълго време в затвора. През 1999 година е удостоен с Наградата за свобода на мисълта „Сахаров“.
След установяването на независимостта Гушмау става първия президент на Източен Тимор (май 2002 – май 2007). Наследен е на президентския пост от Жузе Рамус-Орта.
През 2007 година основава партията Национален конгрес за реконструкция на Тимор, която остава 2-ра на изборите, но малко по-късно той оглавява правителство в коалиция с Революционния фронт за независим Източен Тимор. Така става 4-тия министър-председател на страната, на поста от август 2007 до февруари 2015 г. В началото поема постовете министър на отбраната и сигурността и министър на природните ресурси, минералите и енергетиката.
На 11 февруари 2008 г. президентът Рамус-Орта е тежко ранен в резултат от покушение. Час по-късно автоколона с премиера Гушмау попада под обстрел, но той не е засегнат; бунтовниците успяват да завладеят временно неговата резиденция.
След парламентарните избори от 2012 г. отново става премиер, като запазва ресора на министър на отбраната. Подава преждевременно оставка и по негова препоръка здравният министър става премиер през февруари 2015 г. В новото правителство Гушмау е министър-съветник и министър на планирането и стратегическото инвестиране до парламентарните избори през август 2017 г.